# TwInvis

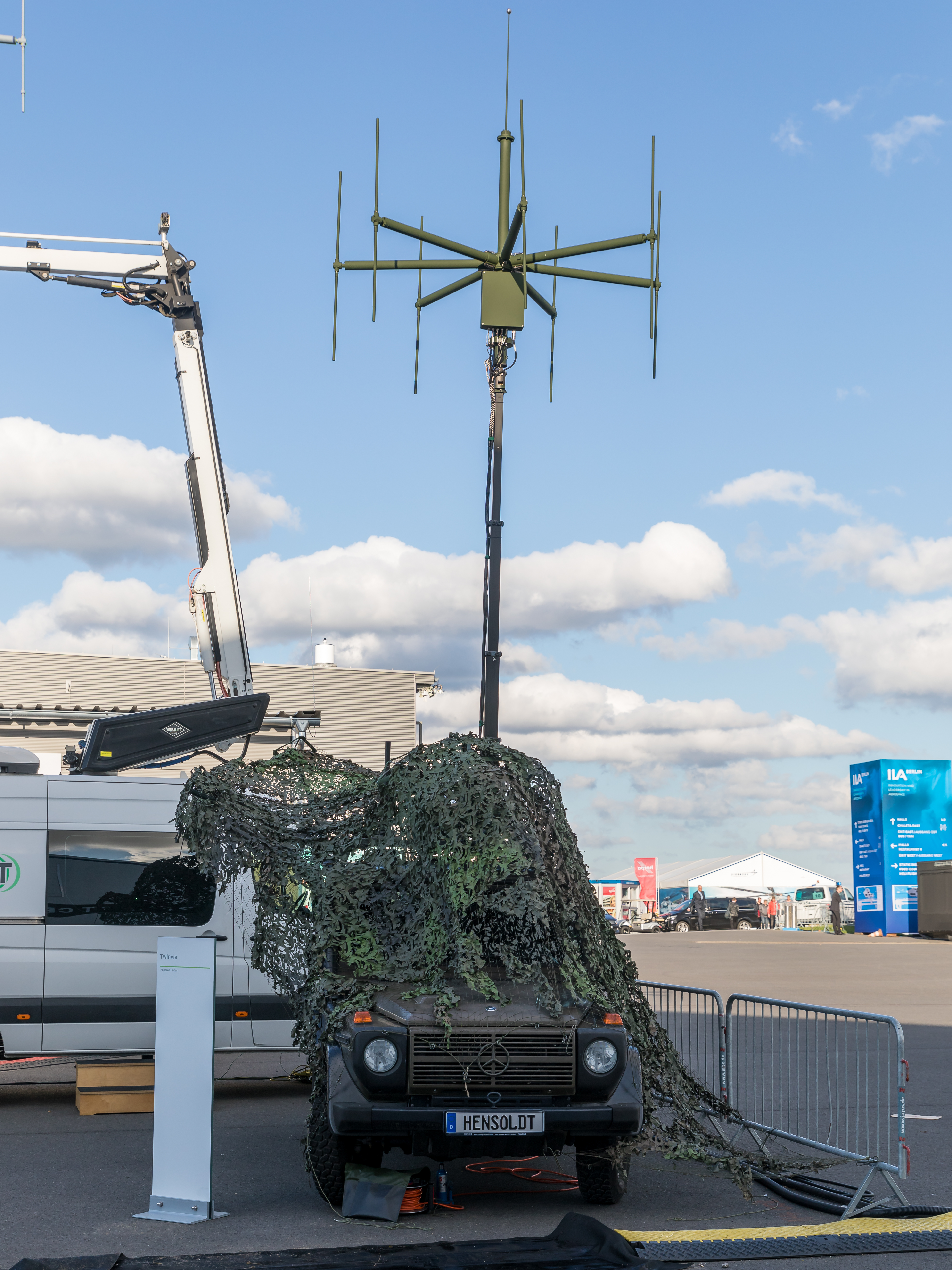
Twinvis auf Wolf

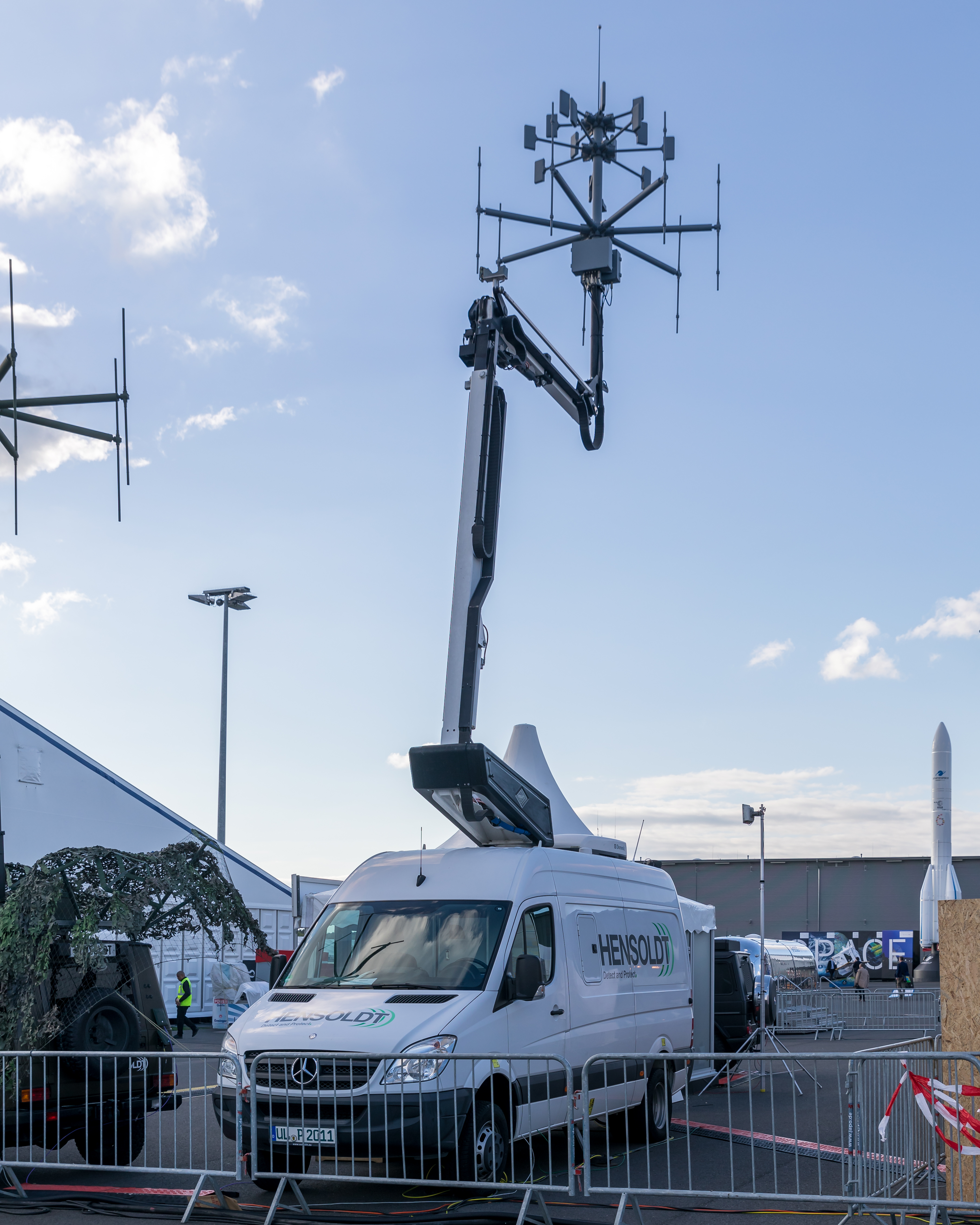
Zivile Twinvis-Variante auf einem Mercedes-Benz Sprinter

Twinvis ist ein passives Radar des deutschen Unternehmens Hensoldt. Twinvis ist ein Kofferwort, bestehend aus den englischen Wörtern twin (deutsch: Zwilling) und invisible (deutsch: unsichtbar), um auszudrücken, dass weder das System selbst, noch die zu erfassenden Ziele von sich aus elektromagnetische Signale abgeben, folglich beide „unsichtbar“ sind.

## Geschichte
Erste Entwicklungsarbeiten an einem Passivradar betrieb die Firma Hensoldt seit 2006.
Das erste passive Sensorsystem mit der Bezeichnung Twinvis präsentierte das Unternehmen erstmals auf der ILA 2018 in Berlin. Dabei wurde eine militärische und eine zivile Variante vorgestellt. Für die Entwicklung wurden mehrere Millionen Euro Eigenmittel investiert. Des Weiteren erfolgte das Ausarbeiten diverser Studien unter anderem gemeinsam mit dem Bundesministerium für Wirtschaft und Energie. Seitdem wird das System seitens des Herstellers intensiv erprobt. In größerem Umfang wurde jedoch noch kein Exemplar verkauft, trotzdem soll es mehrere militärische und zivile Interessenten geben, darunter auch die Polizei. Letztere erhofft sich, mithilfe des Systems Schmuggler aufzuspüren, die mit Flugzeugen und Drohnen über Grenzen hinweg operieren und unentdeckt zu bleiben beabsichtigen. Berichten zufolge wurden zwei Demonstrationssysteme an das Bundesamt für Ausrüstung, Informationstechnik und Nutzung der Bundeswehr geliefert.
Im Jahr 2019 wurde ein Twinvis-Sensorcluster bestehend aus zwei Sensoren an der polnischen Ostseeküste aufgestellt. Im Rahmen der dort stattfindenden NATO-Funkmesskampagne Science and Technology Organization (kurz: STO) detektierte Twinvis zuverlässig Luft- und Seeziele, wie Schiffe, Ultraleicht- und Kampfflugzeuge bis hin zu ballistischen und Flugabwehrraketen. Die Überwachungsreichweiten betrugen dabei bis zu 300 Kilometer. Weiterhin wurden die Live-Daten aus dem Twinvis-Cluster in das polnische MilRad-Netz eingespeist und in einer nahegelegenen Luftraumüberwachungszentrale analysiert.
Im September 2019 bestätigte Hensoldt, dass das TwInvis-System im April 2018 zwei F-35-Tarnkappenflugzeuge im brandenburgischen Luftraum aufspüren konnte, als diese nach ihrem Besuch der ILA 2018 von Berlin aus starteten, um in die USA zurückzufliegen. Die Lockheed Corporation hielt dem entgegen, dass die F-35 auf dem Rückweg mit Radarreflektoren versehen waren und mit eingeschalteten Transpondern flogen und dadurch recht leicht detektierbar gewesen seien.

## Funktionsprinzip
Das Passivradar Twinvis ist im Wesentlichen ein Empfänger, der nicht aktiv sendet. Die Ortung von Flugkörpern erfolgt durch die  Auswertung der am Ziel reflektierten EM-Signale von bereits existierenden „Fremdsendern“. Hensoldt gibt an, dass das Twinvis-System aufgrund seiner digitalen Empfängertechnologie fähig ist, 16 analoge FM-Radiofunksender und zusätzlich fünf Frequenzbänder mit wiederum mehreren DAB, DAB+, DVB-T und DVB-T2 gleichzeitig auszuwerten. Mit einem einzigen Twinvis können somit bis zu 200 Flugzeuge in einem Umkreis von 250 Kilometern in 3D überwacht werden. Des Weiteren ist es möglich, bis zu 15 Twinvis-Sensoren zu einem Sensorcluster zusammenzuschalten, um die Erfassungsreichweite zu erhöhen. Hierbei können die einzelnen Twinvis-Sensoren einige Kilometer bis zu mehr als 100 km voneinander entfernt sein.
Im militärischen Bereich vereint Twinvis mehrere Vorteile. Das mobile System gibt keine elektromagnetische Strahlung ab und kann daher durch elektronische Gegenmaßnahmen kaum gestört oder „ausgeschaltet“ werden. Twinvis soll fähig sein, Tarnkappenflugzeuge zu entdecken, die aufgrund ihrer radarabsorbierende Materialien für herkömmliche Radarsysteme nur schwer zu detektieren sind. Im zivilen Bereich kann das ASTERIX-kompatible Passivradar auf Flughäfen bei der Luftraumkontrolle die vorhandene Radarinfrastruktur etwa als Redundanz ergänzen. Des Weiteren kann es vor allem dort die vorhandene Technik unterstützen, wo beispielsweise Bergflanken oder andere Hindernisse die normale Radarstrahlung behindern. An kleineren Landeplätzen, die bislang über kein eigenes Radar verfügen, kann Twinvis als einfach zu installierendes Luftraumüberwachungsinstrument eingesetzt werden.
Im Februar 2022 wurde bekannt, dass das Boden-Luft-Flugabwehrraketensystem IRIS-T SLM um die passive Ortungsfähigkeit von TwInvis erweitert werden soll. Dadurch wird die Überlebensfähigkeit des Systems erhöht, weil 180 Objekte bis zu einem Radius von 250 km ohne Abstrahlung verfolgt und bekämpft werden können.

## Technik
Quelle

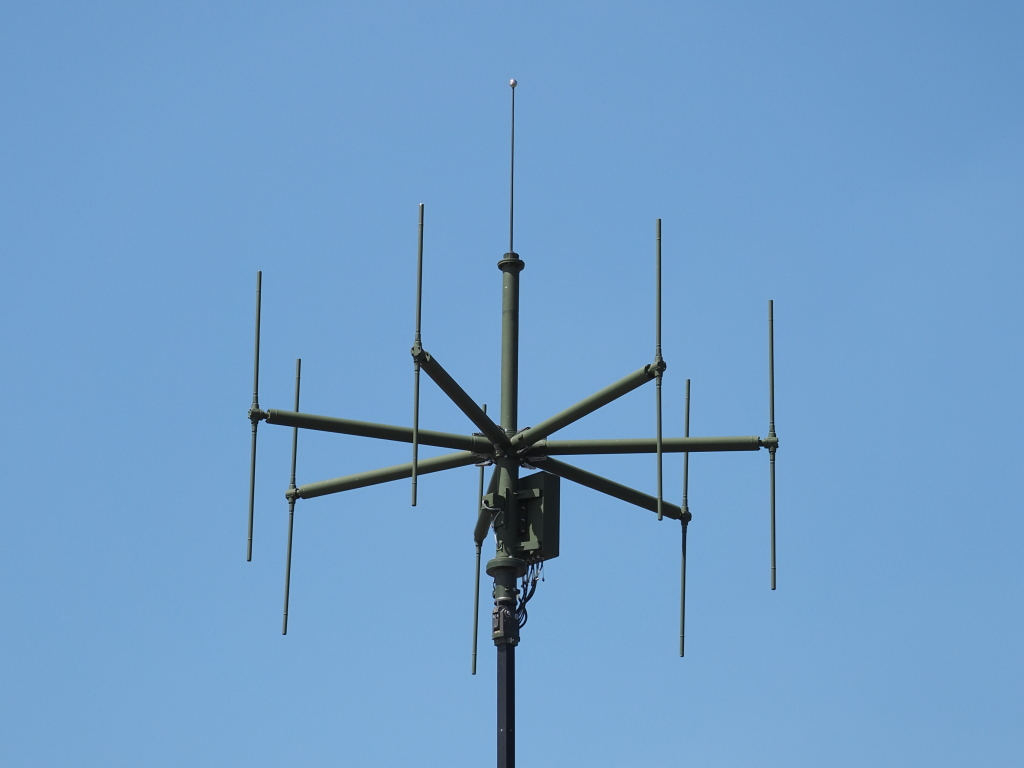
TwInvis-Antenne

- Simultane Nutzung von FM-, DAB- und DVB-T-Frequenzen
- Erfassungsreichweiten
  - Nutzung von FM-Frequenzen etwa 250 km bei einer Genauigkeit von 300 bis 500 m
  - Nutzung von DAB/DVB-T-Frequenzen etwa 100 km bei einer Genauigkeit von 50 bis 100 m
- Antenna-to-track-Verzögerung: <1,5 s
- 360° Azimutüberdeckung